# Ključ (Gacko, BiH)
Ključ je naseljeno mjesto u općini Gacko, Republika Srpska, BiH.

## Stanovništvo

### 1991.
Nacionalni sastav stanovništva 1991. godine, bio je sljedeći:
ukupno: 78
- Muslimani – 78 (100 %)

### 2013.
Nacionalni sastav stanovništva 2013. godine, bio je sljedeći:
ukupno: 39
- Bošnjaci – 38 (97,44 %)
- ostali, nepoznati i neopredijeljeni – 1 (2,56 %)